# El Pantano, Zacatecas
El Pantano är en ort i Mexiko.   Den ligger i kommunen Villanueva och delstaten Zacatecas, i den centrala delen av landet, 500 km nordväst om huvudstaden Mexico City. El Pantano ligger 2 034 meter över havet och antalet invånare är 155.
Terrängen runt El Pantano är platt åt sydost, men åt nordväst är den kuperad. Runt El Pantano är det glesbefolkat, med 12 invånare per kvadratkilometer. Närmaste större samhälle är Villanueva, 10,1 km öster om El Pantano. I omgivningarna runt El Pantano växer huvudsakligen savannskog.